# The Soft Parade (brano musicale)
There was a person there,

Who put forth the proposition that you can petition the Lord with prayer,

Petition the Lord with prayer...

Petition the Lord with prayer...

You CANNOT petition the Lord with prayer!»
c'era una persona lì dentro,

che sosteneva fosse possibile supplicare il Signore con le preghiere,

supplicare il Signore con le preghiere...,

supplicare il Signore con le preghiere...,

NON è possibile supplicare il Signore con le preghiere!»
(The Soft Parade, Jim Morrison)
The Soft Parade è un brano musicale dei The Doors. È la nona e ultima traccia dell'omonimo album del 1969.

## Il brano
Ad un primo ascolto questa composizione, insieme a Shaman's Blues e Wild Child, sembra richiamare alla memoria il vecchio stile sperimentale del gruppo, quello presente negli album The Doors e Strange Days. Ciò è principalmente dovuto al fatto che la canzone contiene variazioni testuali e melodiche che si susseguono nel corso della composizione, che il brano possieda una durata consistente e che sia posto a conclusione dell'album, svolgendo così una funzione già in precedenza svolta da The End e When the Music's Over come grande brano finale. In realtà The Soft Parade è qualcosa di completamente differente rispetto alle altre epiche e lunghe cavalcate sonore dei primi due album. Lungi dall'essere il risultato di una lunga jam session improvvisata, la canzone è invece una raccolta di parti e sezioni separate alquanto diverse che arrivano anche, in qualche fase, a stridere fra di loro a causa delle differenti sonorità. Lo storico produttore della band, Paul A. Rothchild, narrando la genesi del brano disse che non era stato concepito come una canzone unitaria ben definita, ma piuttosto come un insieme di pezzi di poesie scritte da Morrison che la band unì insieme musicalmente. Il titolo del brano, traducibile in italiano come "La soffice parata", era un'espressione coniata dallo stesso Morrison per indicare la bizzarra e varia umanità che popolava giorno e notte il Sunset Boulevard a Los Angeles. Questa stessa definizione appare anche in una poesia di Morrison inclusa nella raccolta The New Creatures.

### Struttura
La composizione è strutturata in quattro sezioni divise in tre movimenti (Adagio, Andante, e Allegro) sulla falsariga di una sonata classica per pianoforte. All'inizio del brano, Jim Morrison, interpretando il ruolo di un predicatore, recita una parte parlata nella quale racconta di un'esperienza avuta nell'ascoltare un prete in seminario. Questa sezione velatamente anticlericale della canzone viene identificata con il titolo Petition the Lord with Prayer. Segue poi una nuova lenta e dolente sezione caratterizzata dal suono del clavicembalo suonato da Manzarek, conosciuta come Sanctuary, con liriche del tipo: «Can you give me sanctuary, I must find a place to hide» ("Puoi darmi un santuario? Ho bisogno di un posto dove nascondermi") che si riferiscono - forse - ai problemi legali connessi all'arresto di Morrison durante il concerto di New Haven. Dopodiché, l'atmosfera della canzone si alleggerisce notevolmente e si fa progressivamente sempre più veloce, con una sezione in stile pop psichedelico, seguita da un altro cambio di ritmo jazzato, con cui parte un'ulteriore sezione di oltre cinque minuti che mescola elementi di funk e jazz e si protrae fino alla fine del brano. La sezione conclusiva di The Soft Parade, introdotta dalle parole compiaciute di Morrison che esclama: «This is the best part of the trip, this is the trip, the best part..., I really like» ("Questa è la parte migliore del viaggio, questo è il viaggio, la parte migliore..., mi piace molto") è caratterizzata dall'utilizzo della tecnica del "double tracking" (voce raddoppiata) applicata in maniera magistrale alla voce del cantante.
La nuova versione del 2006 della canzone, inclusa nell'edizione rimasterizzata in digitale dell'album, reincorpora l'introduzione originariamente posta prima della sezione Petition the Lord with Prayer, dove Morrison recita una sua poesia, all'epoca scartata dalla versione definitiva finita su disco.

### Influenze letterarie
Per le evocative immagini presenti nella canzone, Morrison attinse al simbolismo delle poesie di William Blake, dal componimento poetico Mercoledì delle Ceneri di T. S. Eliot, e da un poema del 1919 di Rudyard Kipling intitolato The Gods of Copybook Headings.  Altresì, l'immagine dei cavalli frustati, rimanda inequivocabilmente all'episodio in cui Nietzsche perse definitivamente la ragione dopo aver osservato, con orrore, un cocchiere torinese frustrare selvaggiamente un cavallo (episodio rievocato anche in "Ode to F. Nietzsche", composizione improvvisata da Morrison dietro le quinte del Saratoga Spring, agosto 1968).

### Esibizione Live PBS 1969
Nel maggio del 1969 venne ripresa una notevole ma rara esecuzione dal vivo del brano da parte dei Doors per un documentario della PBS sul gruppo. Successivamente l'esecuzione venne inclusa in varie raccolte del gruppo.